# Cardeto
Cardeto é uma comuna italiana da região da Calábria, província de Reggio Calabria, com cerca de 2.324 habitantes. Estende-se por uma área de 36 km², tendo uma densidade populacional de 65 hab/km². Faz fronteira com Bagaladi, Reggio di Calabria, Roccaforte del Greco.

## Demografia
| Variação demográfica do município entre 1861 e 2011                               |
|                                                                                   |
| Fonte: Istituto Nazionale di Statistica (ISTAT) - Elaboração gráfica da Wikipedia |